# Ácido clorosulfónico
El ácido clorosulfónico o ácido clorosulfúrico es un compuesto químico de fórmula HSO3Cl.  Es un líquido destilable, incoloro, higroscópico y potente lacrimógeno . Las muestras comerciales suelen ser de color marrón pálido o paja. Tiene interés como intermedio en la síntesis orgánica de determinados productos, como los sulfonatos y sus derivados. Sus sales y ésteres reciben el nombre de clorosulfonatos o clorosulfatos.

## Estructura y propiedades
El ácido clorosulfónico tiene estructura tetraédrica . Su estructura fue debatida durante muchas décadas hasta que en 1941 S. S.  Dharmatti demostró por susceptibilidad magnética que el cloro está directamente unido al azufre.  
La fórmula molecular se debería escribir, de forma más descriptiva, SO2(OH)Cl, aunque tradicionalmente se exprese como HSO3Cl. Puede ser considerado como un intermedio, entre el cloruro de sulfurilo (SO2Cl2 ) y el ácido sulfúrico (H2SO4 ), ya que se obtiene por reacción entre estos compuestos.  El compuesto rara vez se obtiene puro. Al estar en contacto con un exceso de trióxido de azufre, se descompone en cloruros de pirosulfurilo: 
{\displaystyle {\ce {2HSO3Cl + SO3 -> H2SO4 + S2O5Cl2}}}

## Síntesis
La síntesis industrial implica la reacción del cloruro de hidrógeno con una solución de trióxido de azufre en ácido sulfúrico (ácido sulfúrico fumante): 
{\displaystyle {\ce {HCl + SO3 -> HSO3Cl}}}
También se puede preparar mediante el método utilizado originalmente por su descubridos, Alexander William Williamson, en 1854,  mediante cloración del ácido sulfúrico, escrito aquí con fines pedagógicos como HSO3(OH) frente al formato habitual H2SO4:
{\displaystyle {\ce {PCl5 + HSO3(OH) -> HSO3Cl + POCl3 + HCl}}}
El último método es más adecuado para operaciones a escala de laboratorio.

## Aplicaciones
El ácido clorosulfónico se utiliza para preparar sulfonatos de alquilo, que son útiles en la formulación de detergentes: 
{\displaystyle {\ce {R-OH + HSO3Cl -> R-O-SO3H +HCl}}}
También se utilizan como intermediarios en otras  síntesis orgánicas. Así, por ejemplo, la síntesis de la sacarina comienza con la reacción del tolueno con HSO3Cl para dar los derivados de cloruro de orto- y para-toluensulfonilo:
{\displaystyle {\ce {CH3C6H5 + 2HSO3Cl -> CH3C6H4SO2Cl + H2SO4 + HCl}}}
La posterior oxidación del isómero orto da el derivado de ácido benzoico que luego se cicla con amoníaco y se neutraliza con una base para dar sacarina.
La reacción con peróxido de hidrógeno se utiliza para producir ácido peroxidisulfúrico ("ácido persulfúrico") y peroxidisulfatos. Estos se utilizan como agentes oxidantes y para iniciar la polimerización por radicales libres, por ejemplo para producir politetrafluoroetileno (teflón).

## Riesgos
El ácido clorosulfónico debe manejarse con sumo cuidado, ya que se trata de una sustancia química corrosiva que puede producir irritación en piel y ojos y daños en la vías respiratorias, si se inhala. A niveles altos de exposición puede causar edema pulmonar y la exposición repetida puede afectar al hígado y al riñón.  En contacto con el agua reacciona violentamente y produce ácido sulfúrico y cloruro de hidrógeno, sustancias muy corrosivas que se observan comúnmente en forma de vapores que emanan del líquido.